# Tomopleura oscitans
Tomopleura oscitans é uma espécie de gastrópode do gênero Tomopleura, pertencente a família Borsoniidae.